# 沃尔特·贝拉米
沃尔特·琼斯·贝拉米（英語：Walter Jones Bellamy，1939年7月24日—2013年11月2日），美国NBA前职业篮球运动员，場上位置為中锋或大前锋，身高2.11米。
贝拉米出生于北卡罗来纳州New Bern，1960年同杰里·韦斯特、奥斯卡·罗伯逊和杰里·卢卡斯等人一同代表美国夺得了奥运会的男篮金牌。次年，贝拉米在NBA选秀中以第一轮第一顺位被芝加哥包装工队选中，在其新秀赛季，他取得了每场31.6分和19个篮板的惊人成绩，毫无争议地荣获了NBA最佳新秀称号。
1965年，贝拉米被交换至纽约尼克斯队，其后他又先后效力于底特律活塞队、亚特兰大鹰队和新奥尔良爵士队。1975年，贝拉米宣布退役，职业生涯共获得2萬0941分和1萬4241个篮板球。1993年，贝拉米被选入篮球名人堂。

## 大學生涯
貝拉米選擇在印第安納大學打籃球。 他說：“在我高中三年級的那個夏天，我和印第安納州的一些人一起打球”。“當時的印第安納州是最接近南方的學校，可以接受非洲裔美國人。這對我來說是一個輕鬆的轉變。並不是說我對當時發生在布盧明頓的事情很天真，但至少它沒有影響到運動部門或教室，大家關係都很好。
貝拉米只用70場比賽就以校史籃板王（1087個、場均15.5個）畢業於印第安納大學。 除此之外他場均20.6分，投籃命中率為51.7%。作為一名大四生，貝拉米場均得到17.8個籃板（仍然是印第安納的紀錄）。他還擁有該校單賽季最多籃板（649個）和大學生涯最多雙十（59次）的紀錄。 2000年，他入選印第安納大學的歷屆最佳隊。